# Українське технічне товариство
Українське технічне товариство (УТТ) — історичне професійне об'єднання українських інженерів, засноване 1909 у Львові.

## Історія
Зареєстроване рескриптом Галицького намісництва від 28 лютого 1909 року. На відкритті перших загальних зборів УТТ 15 січня 1913 виступив засновник товариства Андрій Корнелля.
Товариство брало участь у створенні Львівської (таємної) Української Високої Політехнічної Школи (1922—25); спрямовувало своїх членів в український кооперативний рух і на розбудову українського приватного промислу; створило науково-технічну комісію при НТШ (яка серед іншого працювала над технічною термінологією) і психотехнічну комісію (зародок пізнішого Психотехнічного[-технологічного?] Інституту); видавало журнал «Технічні Вісті» (1925—1939). Банкова підкомісія займалась організацією Народно-промислового банку. Згодом, однак, прийнято рішення про злиття установи, що створювалась із Торгівельно-промисловим банком при Союзі українських купців. У товаристві діяли також дві фахові секції — хіміків і торгівельників, а також одна територіальна в Станіславові.
Українізація в УРСР 1928—33 дала УТТ можливість встановити зв'язки з технічними колами на радянській Україні; багато членів товариства переїхало до УРСР, де їх майже всіх ліквідовано після 1932.
Кількість українських організованих інженерів 1930 року досягла близько 1000, у тому числі 50 % об'єднував Союз організацій інженерів-українців на еміґрації з осідком у місті Подєбради (Чехо-Словаччина), ліквідований 1939. 1931 року кількість членів налічувала 420 чоловік, 1936 року — 524. УТТ організувало 1932 конгрес українських інженерів у Львові. 1939 чимало членів УТТ еміґрувало до Генеральної Губернії і створило Об'єднання праці українських інженерів при УЦК з осідком у Кракові, а під час німецької окупації Галичини 1941—44 — у Львові.

## Керівництво
Головами УТТ були:
- Роман Залозецький-Сас, заступник – Андрій Корнелля[7],
- Михайло Ґамота,
- Витовт Монастирський,
- Павло Дурбак,
- Андрій Корнелля,
- Михайло Павлов,
- Василь Рижевський (1935—1937[5][8]),
- Євген Нагірний (1930)[9],
- В. Левицький,
- В. Васюта (1933—1934)[2];
- за краківського періоду — З. Коханівський і Р. Скочдополь;
- 1941—44 — Євген Перхорович й Іван Прокопів.[4]

У 1939 Богдан Окпиш працював референтом імпрез, а також референтом із зв'язків із зарубіжними організаціями УТТ у Львові.

## Адреса
Домівка товариства у Львові розташовувалась на вулиці Костюшка, 3. 2 листопада 1935 року товариство переїхало на нинішню вулицю Генерала Чупринки, 58. Того ж дня на будинку було відкрито меморіальну таблицю членам УТТ, які загинули у війнах 1914—1920 років. Згодом домівка розташовувалась на вулиці Друкарській, 1.